# Philippa Foot
Philippa Ruth Foot, britanska filozofinja, * 3. oktober 1920, Owston Ferry, Združeno kraljestvo, † 3. oktober 2010, Oxford, ZK. 
Velja za ustanoviteljico t.i. sodobne etike vrlin (virtue ethics). Znana je tudi po miselnem eksperimentu 'dilema vozička' (Trolley problem).

## Življenje
Philippa Foot (rojstno ime Philippa Ruth Bosanquet) se je rodila 3. oktobra 1920 v Owston Ferryju v grofiji Lincolnshire in odraščala v Kirkleathamu v severnem Yorkshireu v Angliji. Njena mati Esther je bila hči ameriškega predsednika Groverja Clevelanda. Njen oče William je bil industrialec, vodil je veliko jeklarno v Yorkshiru. Foot je študirala filozofijo, politiko in ekonomijo na Somerville College, ženskem kolidžu na Univerzi v Oxfordu. Philippa ni imela formalne izobrazbe kot otrok; kot pravi, je »živela življenje, kjer je bilo veliko lova, streljanja in ribolova in kjer punce preprosto niso hodile na fakulteto«. Kljub slabi izobrazbi iz otroštva je Foot uspela z dopisnim tečajem latinščine in sodelovanjem z vstopnim profesorjem iz Oxforda. Philippa si je prislužila BLitt (nagrada Somervilla) za svoje raziskave o Kantu leta 1942, nato pa je do konca vojne delala v Londonu. Ob koncu vojne se je poročila z vojaškim zgodovinarjem M.R.D. Footom (zakonska zveza se je končala leta 1960) in se vrnila v Somerville kot učiteljica.
Leta 1969 je začela svojo poklicno pot v ZDA, kjer je predavala na univerzah v Los Angelesu in Berkeleyu, Washingtonu, Princetonu, Stanfordu in Mestni univerzi New Yorku. Leta 1976  se je zaposlila na Kalifornijski univerzi v Los Angelesu, kjer je ostala do upokojitve leta 1991, nato pa se je vrnila v Oxford, kjer je zaključila monografijo Naravna dobrota. Footin zadnji filozofski članek se je pojavil leta 2004. Umrla je na svoj devetdeseti rojstni dan, 3. oktobra 2010. Včasih je mišljeno, da je bila Foot ustanovna članica Oxfam-a (neprofitna organizacija, ki si prizadeva izkoreniniti revščino na svetu), toda pravzaprav so prvi zapisi o njeni vpletenosti iz leta 1948, to je 6 let po ustanovitvi Oxfam-a.

## Kritika nekognitivizma
Njena dela poznih petdesetih let so bila metaetičnega značaja, torej so se nanašala na status moralne presoje in govora. Zlasti eseji Moralni argumenti in Moralna verovanja so bili v prejšnjih desetletjih ključnega pomena za razveljavitev pravila nekognitivizma v analitičnih pristopih k etični teoriji. Nekognivitizem govori o tem, da etični stavki ne izražajo trditev (tj. izjav) in zato ne morejo biti resnični ali napačni.
Nekognitivistični pristop je mogoče najti že pri številnih filozofih (Hume, A. Ayer, C. Stevenson, R. M. Hare), ki so se osredotočili na tako imenovane »tanke etične pojme«, kot so »dobri-slabi« in »pravični-napačni«. Trdijo, da ti izrazi niso namenjeni za potrditev nečesa resničnega o zadevi, temveč bolj za to, da izrazijo čustvo. Na drugi strani pa obstajajo t.i. »debeli« koncepti, kot so strahopetnost, krutost in brezsrčnost. Skupaj naj bi »tanki« in »debeli« koncepti združili nekognitivni »ocenjevalni« element z očitnim, »zgolj opisnim« elementom.
Namen Footove je bil kritizirati to razlikovanje in osnovno razlago moralnih dejstev. Zaradi posebnega načina, kako je pristopila k zagovarjanju kognitivnega in resnično ocenjevalnega značaja moralne presoje, so bili ti eseji (Moralni argumenti) ključni za postavitev vprašanja racionalnosti morale.

## Zakaj biti moralen?
Pri tem vprašanju je nauk Footove doživel vrsto preobratov. V Moralnih prepričanjih je trdila, da se prejete vrline (pogum, zmernost, pravičnost…) gojijo racionalno in da je zato smiselno ravnati v skladu z njimi. Petnajst let pozneje je v eseju Moralnost kot sistem hipotetičnih imperativ zamenjala svoje mnenje, saj je menila, da so pomembne vrline pravičnost, dobronamernost in druge, ki zadevajo druge ljudi. Čeprav ima vsak razlog, da goji pogum, zmernost in preudarnost, ne glede na to, kaj si oseba želi ali vrednoti, pa mora racionalnost pravičnih in dobronamernih dejanj vključiti pogojne motivacije.

## Tramvajska dilema
Eden najbolj znanih problemov oz. miselnih eksperimentov Philippe Foot je t.i. tramvajske dileme (Trolley problem). Filozofinja ga je razvila leta 1967, leta 1985 pa ga je prilagodila Judith Thomson.
Predstavljajte si, da stojite ob nekaterih tramvajskih tirih. V daljavi opazite tramvaj, ki se z veliko hitrostjo odpravlja po tirih proti petim delavcem, ki ga ne morejo slišati. Tudi, če to opazijo, se ne bodo mogli pravočasno premakniti. Pogledate navzdol in vidite vzvod, ki je povezan s tiri. Če potegnete ročico, bo tramvaj preusmerjen po stranski poti. Vendar pa po tej stranski poti hodi ena ženska, ki ga ne sliši. Torej, bi potegnili vzvod, ki bi pripeljal do ene smrti, a rešil pet?
Zdaj pa razmislite o drugi različici te dileme. Predstavljajte si, da stojite na brvi nad tramvajem. Vidite lahko tramvaj, ki hiti proti petim nič hudega slutečim delavcem, a ni nobenega vzvoda, da ga preusmerite. Vendar pa poleg vas stoji velik in debel človek. Prepričani ste, da bi njegovo telo zaustavilo tramvaj. Torej, bi potisnili človeka na stezo in ga tako žrtvovali, da bi ustavili tramvaj in s tem rešili pet drugih?
Rezultat tega scenarija je enak tistemu, pri katerem ročica prestavi tramvaj na drugo progo: ena oseba umre, pet ljudi živi. Zanimivo je, da je večina ljudi, ki bi potegnila vzvod, zelo nenaklonjena temu, da bi debelega človeka potisnili z brvi.
Zakaj je temu tako, če imata obe dejanji enak rezultat oziroma posledice? Ali to pomeni, da naše moralne intuicije niso vedno zanesljive, logične ali dosledne? Morda obstaja še en dejavnik, ki presega posledice, ki vplivajo na naše moralne intuicije? Philippa Foot je trdila, da obstaja razlika med ubijanjem in oddajanjem smrti. Prva je aktivna, medtem ko je druga pasivna. V prvi dilemi vozička oseba, ki potegne ročico, reši življenje petim delavcem in dovoli, da ena oseba umre. Navsezadnje vlečenje ročice ne povzroča neposredne škode osebi na stranski progi. Toda v scenariju s tramvajem je potiskanje človeka pred tramvaj namerno dejanje ubijanja. To je včasih opisano kot načelo dvojnega učinka, ki navaja, da je dopustno posredno povzročiti škodo (kot stranski ali dvojni učinek), če ukrep spodbuja še večje dobro. Vendar pa ni dovoljeno neposredno povzročiti škode, celo v prizadevanju za večje dobro. Razlog, da ne bi potisnili človeka pod tramvaj je dejstvo, da, ko razmišljamo o potiskanju opazovalca, postane naše čustveno razmišljanje vpleteno in zato se počutimo drugače glede ubijanja enega, da bi rešili pet. Ali nas naša čustva v tem primeru vodijo k pravilnemu delovanju? Naj se izognemo žrtvovanju enega, tudi če bi rešili pet?
Tramvajska dilema nam omogoča, da razmislimo o posledicah nekega dejanja in premislimo, ali je njegova moralna vrednost določena izključno z njegovim izidom. Dilema se je od takrat izkazala za izjemno prilagodljivo orodje za preverjanje naših moralnih intuicij in je bila prilagojena za različne druge scenarije v vsakdanjem življenju.

## Dela
- Natural Goodness (2001)
- Moral Dilemmas: And Other Topics in Moral Philosophy (2002)
- Virtues and Vices and Other Essays in Moral Philosophy (1978)
- Warren Quinn, Morality and Action, ed. Philippa Foot – uvod (1993)

### Prevedeno v slovenščino
- Vrline in hibe (Virtues and Vices, 1978; prevod 2000, Božidar Kante); prevedeni esej (https://plus.si.cobiss.net/opac7/bib/14314594 )